# Dale Strong
Dale Whitney Strong (Monrovia, Alabama; 8 de mayo de 1970) es un político estadounidense, representante del 5.º distrito congresional de Alabama desde 2023, después de haber ganado las elecciones de 2022 como candidato republicano. Preside la Comisión del Condado de Madison desde 2012.

## Biografía

### Primeros años y educación
Nacido en Monrovia, Alabama, se graduó en Sparkman High School en 1988. Obtuvo una licenciatura en administración de empresas en la Universidad estatal de Atenas y una licencia de técnico en emergencias médicas en la Universidad de Alabama, en Huntsville.

### Carrera
Antes de ingresar en la política, trabajó en relaciones públicas para First Alabama Bank y como representante de ventas para Solvay. También se desempeñó como despachador del 911 para HEMSI y Huntsville Med-Flight. Fue elegido por primera vez para la Comisión del condado de Madison en 1996; era el funcionario republicano electo más joven en Alabama en ese momento. Se convirtió en presidente de la Comisión en 2012 y se enfocó en mejorar el desarrollo financiero en el área. También fue el primer republicano en ser elegido para presidir la Comisión del Condado de Madison.

### Vida personal
Está casado con Laura Toney, a quien conoció en el Hospital Huntsville mientras ella trabajaba allí como enfermera. La pareja tiene dos hijos.